# 레이크 쇼어 리미티드
레이크 쇼어 리미티드(영어: Lake Shore Limited)는 미국 뉴욕주 뉴욕 펜실베이니아 역 또는 매사추세츠주 보스턴 남부 역에서 일리노이주 시카고 유니언 역까지 운행되는 지역열차이다.

## 역사 및 현황
1971년에 암트랙 설립과 동시에 이 노선을 인수했다. 이와는 별도로 레이크 쇼어(영어: Lake Shore)란 열차를 신설 했으나 1972년에 운행을 중단하게 되었다가 1975년에 다시 개통이 되었다. 1979년에 버팔로 센트럴 터미널이 버팔로 디퓨 역으로 이전되면서 폐지되었다.

## 운행 노선

암트랙 레이크 쇼어 리미티드 노선도 (interactive map)

## 사진

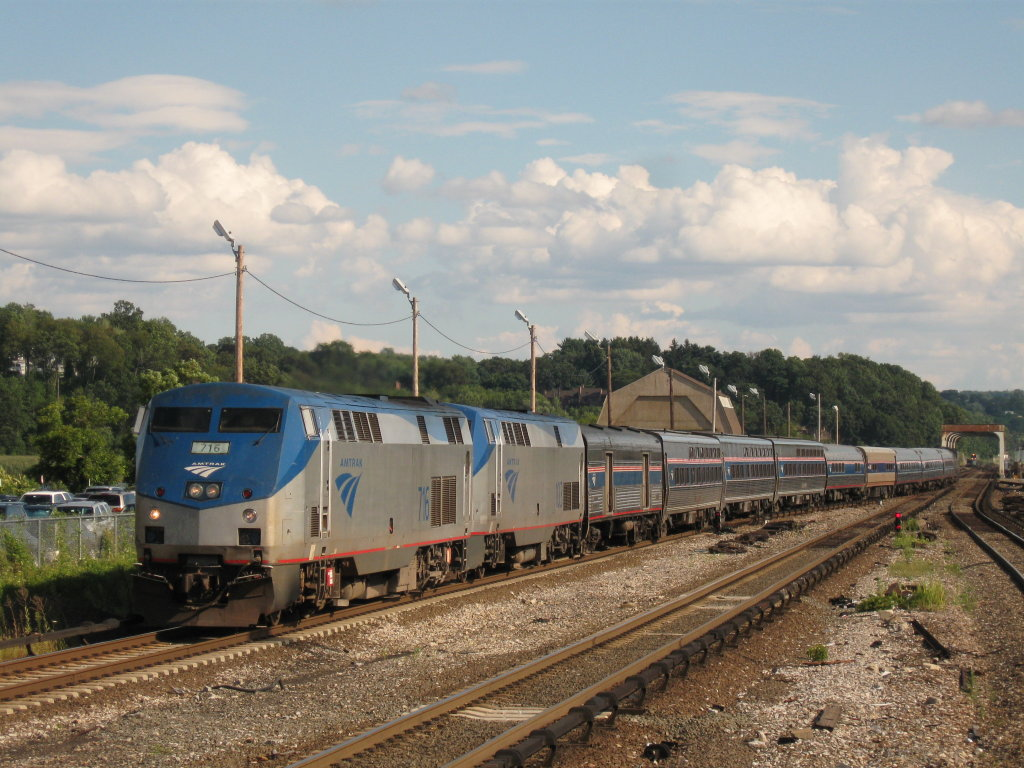
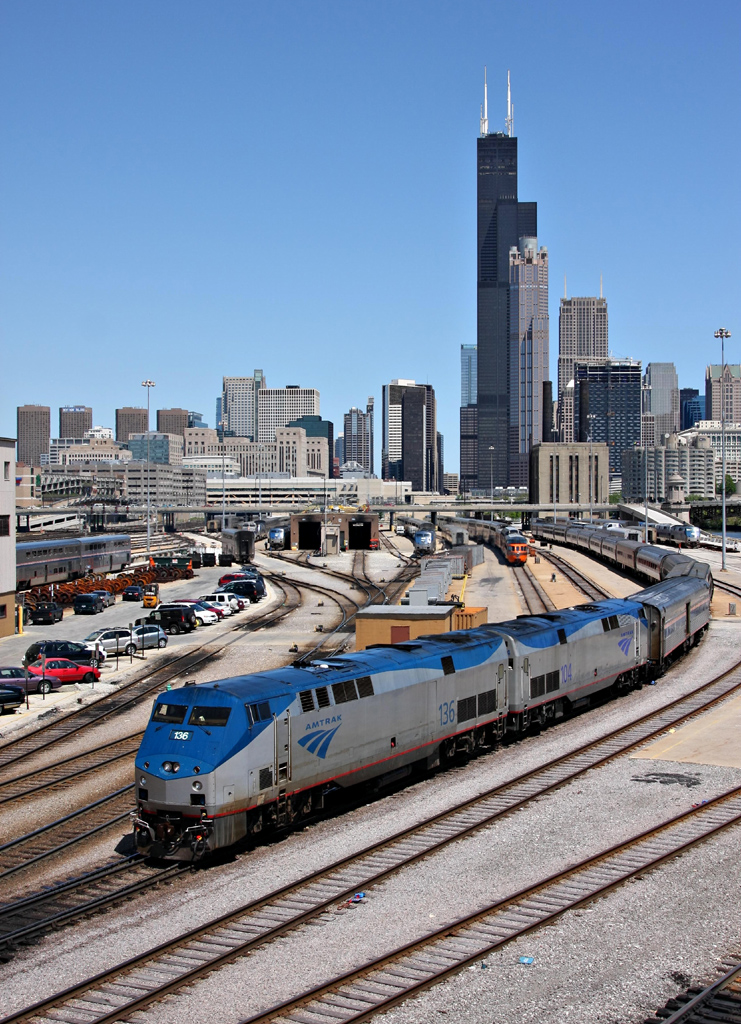
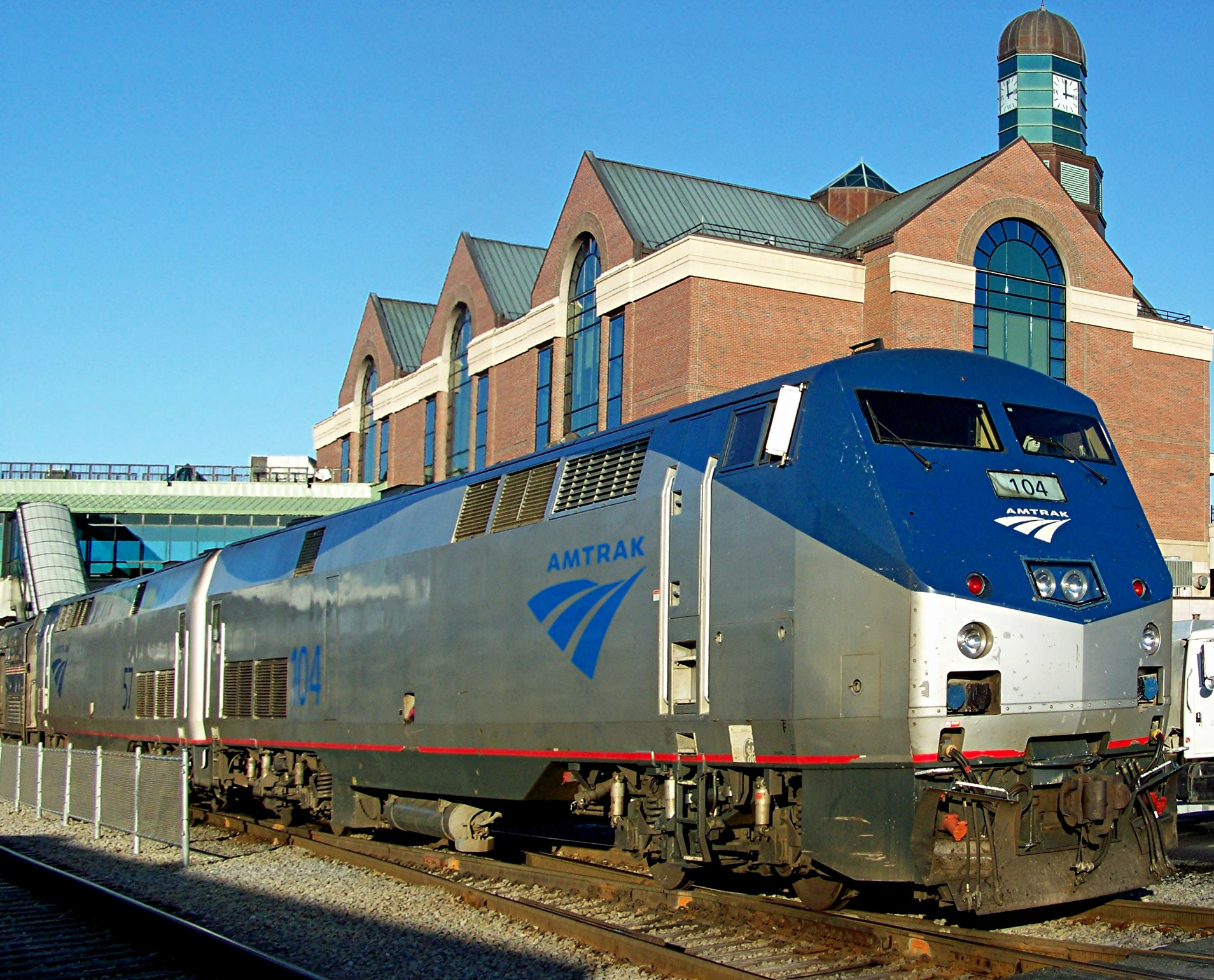
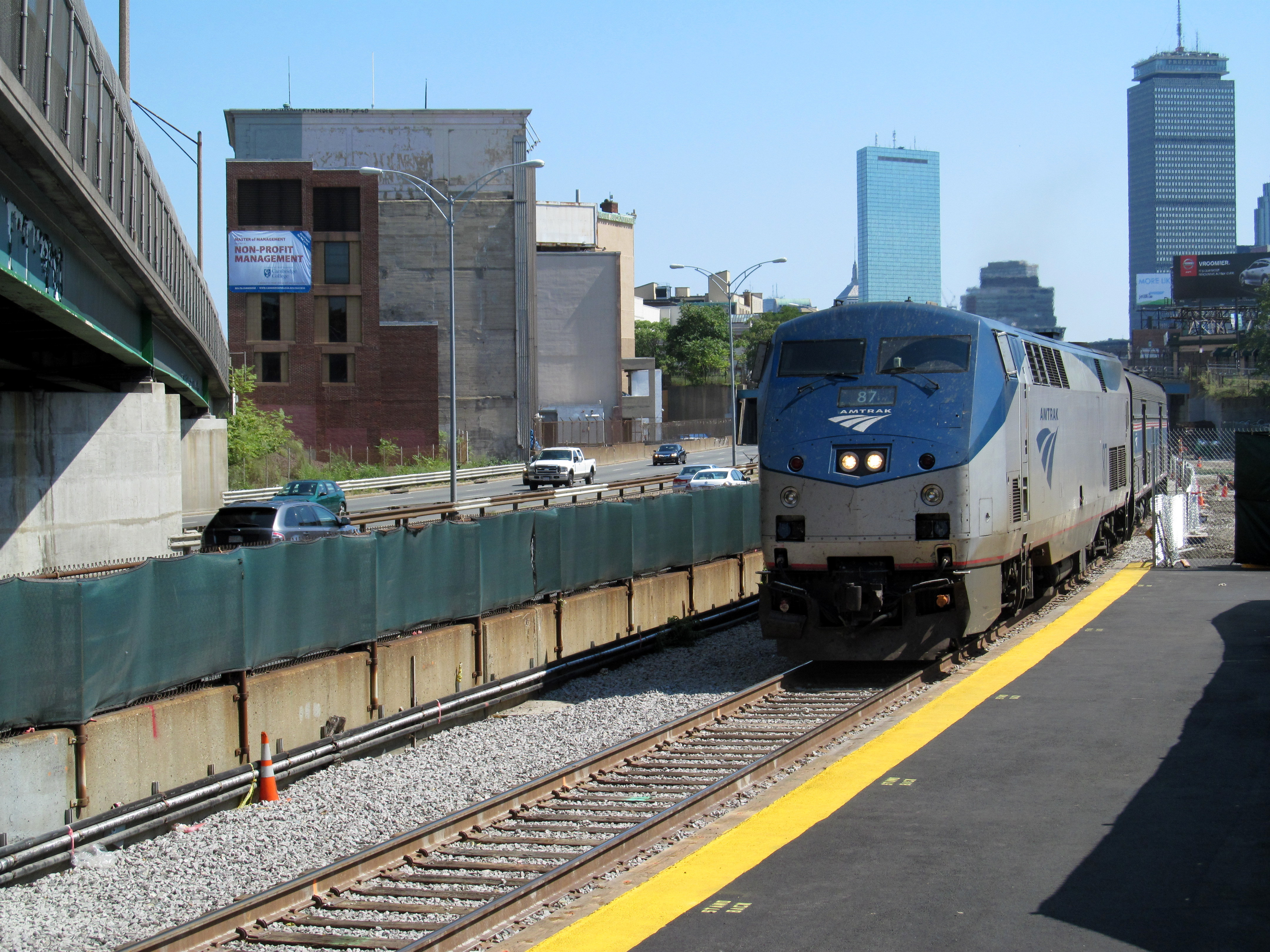
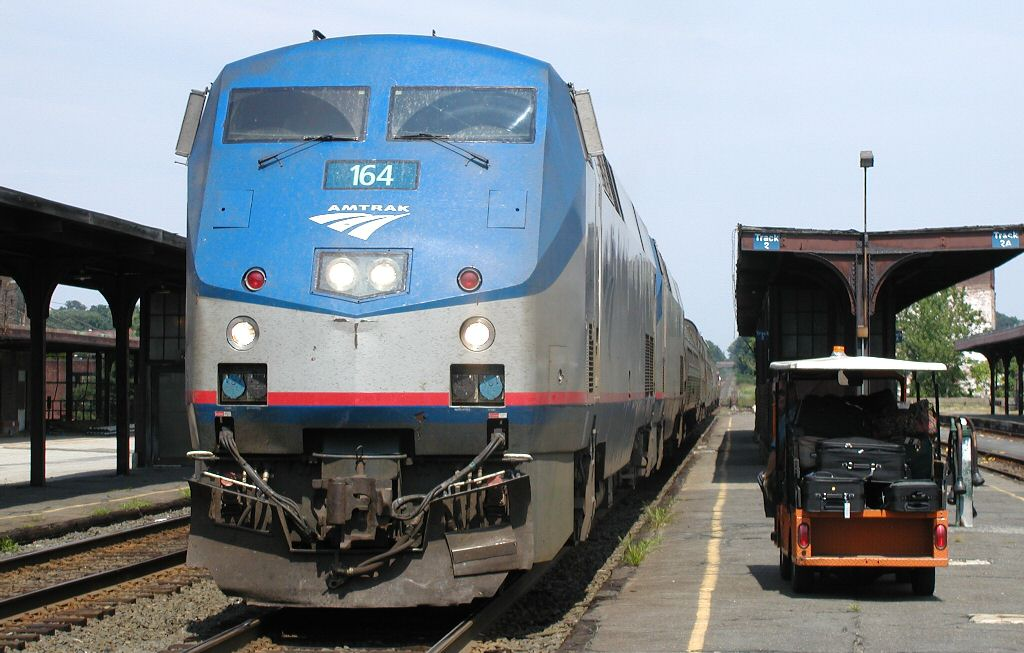
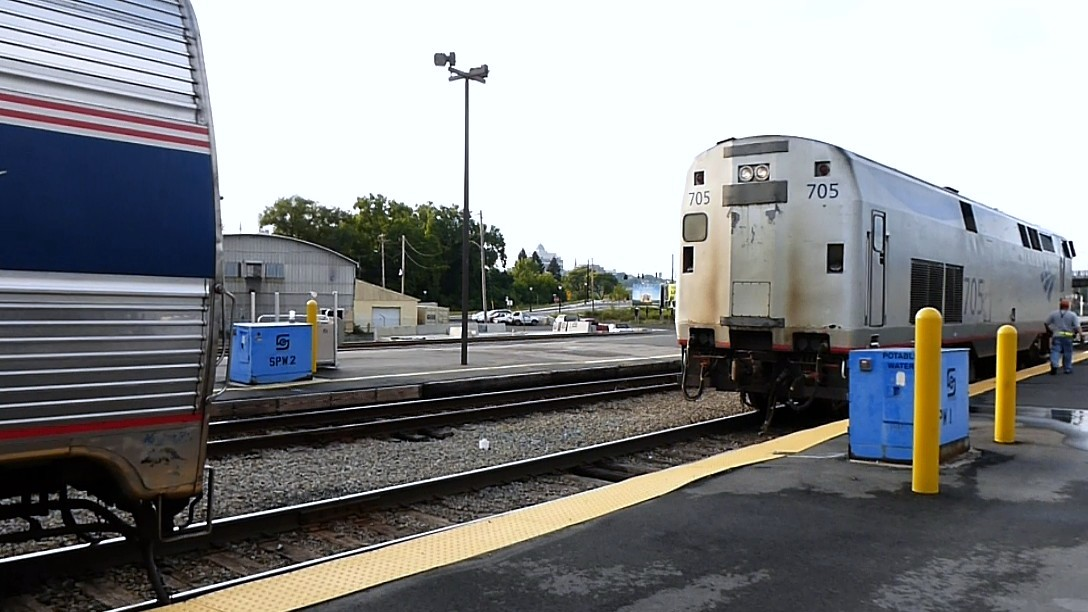